# Гіл Коен
Гіл Коен (івр. גיל כהן; нар. 8 листопада 2000) — ізраїльський футболіст, захисник клубу «Бейтар» (Єрусалим). Виступав також за клуб «Ашдод».

## Клубна кар'єра
Гіл Коен народився 2000 року, та є вихованцем футбольної школи клубу «Ашдод». Професійну футбольну кар'єру розпочав 2018 року в основній команді того ж клубу, в якій грав до 2024 року, взявши участь у 141 матчі чемпіонату. З 2024 року футболіст грає у складі клубу «Бейтар» (Єрусалим). Станом на 12 листопада 2024 року відіграв за єрусалимську команду 8 матчів в національному чемпіонаті.

## Виступи за збірні
У 2016 році Гіл Коен дебютував у складі юнацької збірної Ізраїлю, загалом на юнацькому рівні взяв участь у 10 іграх.
Протягом 2020—2023 років Коен грав у складі молодіжної збірної Ізраїлю. У складі збірної футболіст брав участь у молодіжному чемпіонаті Європи 2023 року, на якому ізраїльська молодіжка дійшла до півфіналу. На молодіжному рівні Коен зіграв у 23 офіційних матчах.